# Río Aclán
El Aclán (en aklanon: Aklan, [akˈɣan]) es curso de agua de Filipinas, situado en la isla de Panay.

## Toponimia
El nombre del río viene del término aklan, y se deriva de la palabra akal, que significa 'hervir' o 'espumajear'. Debido a la velocidad de la corriente del río Aclán, éste parece hervido o espumejeado. Aclán, por lo tanto, significa 'donde está que hierve o que espumajea'.

## Curso
Aparece descrito en el primer volumen del Diccionario geográfico, estadístico, histórico de las Islas Filipinas (1850) de Manuel Buzeta Núñez y Felipe Bravo con las siguientes palabras:

ACLAN: r. de la isla de Panay, prov. de Capiz: nace en los 126° 2' long., los 11° 22' lat.; se dirige al N. O. hasta los 125° 59' long., y los 11° 32' lat., y desde allí se convierte al N. E. para desaguar en el mar, formando la barra de su nombre (v.)
(Buzeta y Bravo, 1850, p. 271)